# Tre Valli Varesine 2022
La Tre Valli Varesine 2022, centounesima edizione della corsa, valevole come quarantasettesima prova dell'UCI ProSeries 2022 e sedicesima della Ciclismo Cup 2022 di categoria 1.Pro, si è svolta il 4 ottobre 2022 su un percorso di 196,3 km, con partenza dalla sede di Eolo a Busto Arsizio e arrivo a Varese, in Italia. La vittoria fu appannaggio dello sloveno Tadej Pogačar, il quale completò il percorso in 4h36'59", alla media di 41,002 km/h, precedendo il colombiano Sergio Higuita e lo spagnolo Alejandro Valverde.
Sul traguardo di Varese 101 ciclisti, su 172 partiti da Busto Arsizio, portarono a termine la competizione.

## Squadre e corridori partecipanti
| N.      | Cod. | Squadra                  |
| ------- | ---- | ------------------------ |
| 1-7     | ISN  | Israel-Premier Tech      |
| 11-17   | AST  | Astana Qazaqstan Team    |
| 21-27   | MOV  | Movistar Team            |
| 31-37   | UAD  | UAE Team Emirates        |
| 41-47   | IGD  | Ineos Grenadiers         |
| 52-57   | TJV  | Jumbo-Visma              |
| 61-67   | TFS  | Trek-Segafredo           |
| 71-77   | ACT  | AG2R Citroën Team        |
| 81-87   | BOH  | Bora-Hansgrohe           |
| 91-97   | COF  | Cofidis                  |
| 101-107 | EFE  | EF Education-EasyPost    |
| 111-117 | GFC  | Groupama-FDJ             |
| 121-127 | IWG  | Intermarché-Wanty-Gobert |

| N.      | Cod. | Squadra                   |
| ------- | ---- | ------------------------- |
| 131-136 | LTS  | Lotto Soudal              |
| 142-147 | BEX  | Team BikeExchange-Jayco   |
| 151-157 | DSM  | Team DSM                  |
| 161-167 | ADC  | Alpecin-Deceuninck        |
| 171-177 | BCF  | Bardiani-CSF-Faizanè      |
| 181-187 | BWB  | Bingoal Pauwels Sauces WB |
| 191-197 | CJR  | Caja Rural-Seguros RGA    |
| 201-207 | DRA  | Drone Hopper-Androni      |
| 211-217 | EOK  | Eolo-Kometa Cycling Team  |
| 221-227 | EKP  | Equipo Kern Pharma        |
| 231-237 | ARK  | Team Arkéa-Samsic         |
| 241-247 | TEN  | TotalEnergies             |

## Ordine d'arrivo (Top 10)
| Pos. | Corridore          | Squadra     | Tempo    |
| ---- | ------------------ | ----------- | -------- |
| 1    | Tadej Pogačar      | UAE         | 4h36'59" |
| 2    | Sergio Higuita     | Bora        | s.t.     |
| 3    | Alejandro Valverde | Movistar    | s.t.     |
| 4    | Pierre Latour      | Total       | s.t.     |
| 5    | Benoît Cosnefroy   | AG2R        | s.t.     |
| 6    | Adam Yates         | Ineos       | s.t.     |
| 7    | Bauke Mollema      | Trek        | s.t.     |
| 8    | Domenico Pozzovivo | Intermarché | s.t.     |
| 9    | Jesús Herrada      | Cofidis     | s.t.     |
| 10   | Rigoberto Urán     | EF Educat.  | s.t.     |